# Cetraria islandica
Cetraria islandica o liquen de Islandia es una especie de  liquen natural de las zonas frías y montañosas de Europa, desde Islandia hasta España, se ha naturalizado también en Norteamérica. Crece en lugares húmedos y frescos de turberas, brezales y bosques.

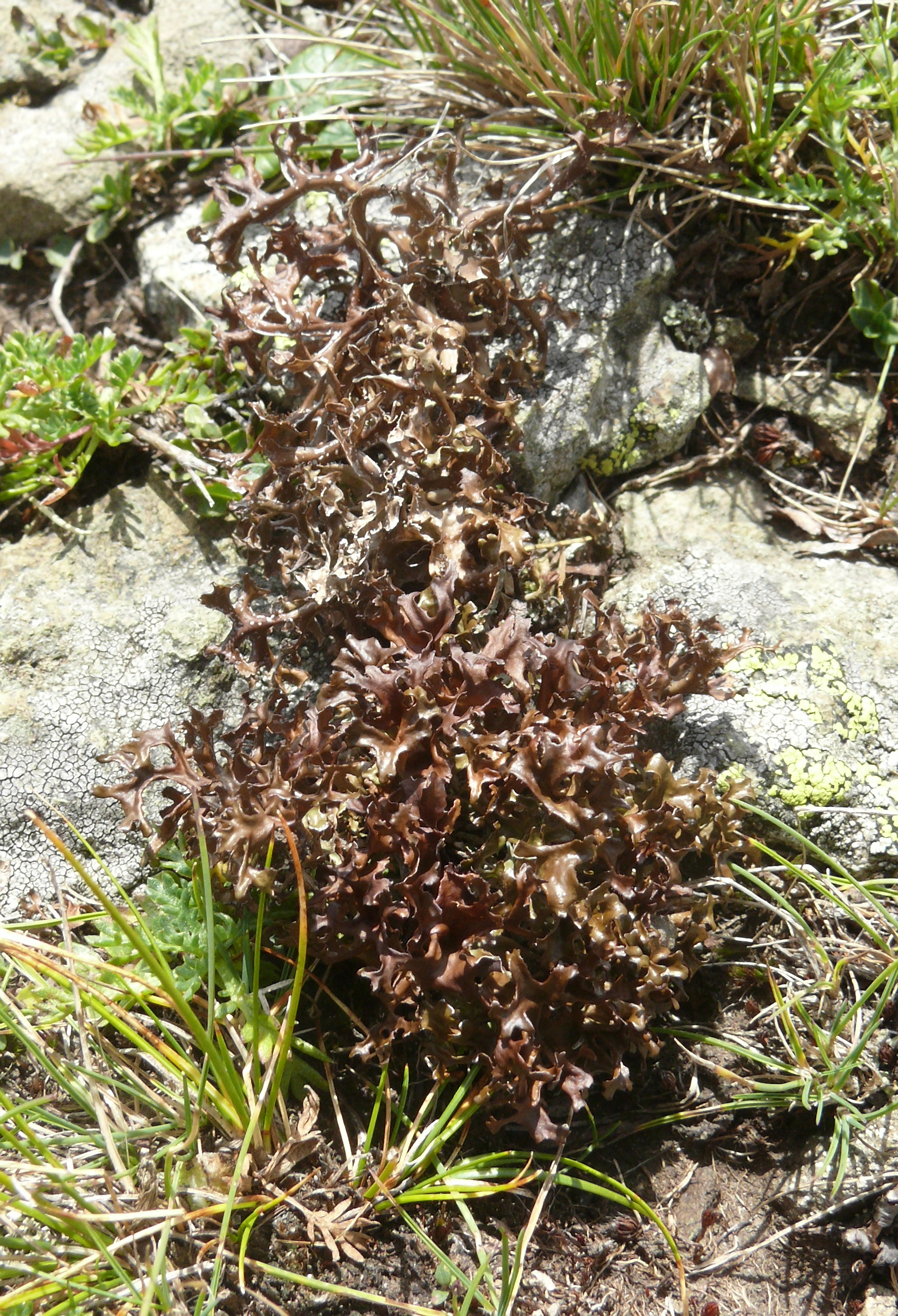
Vista del liquen

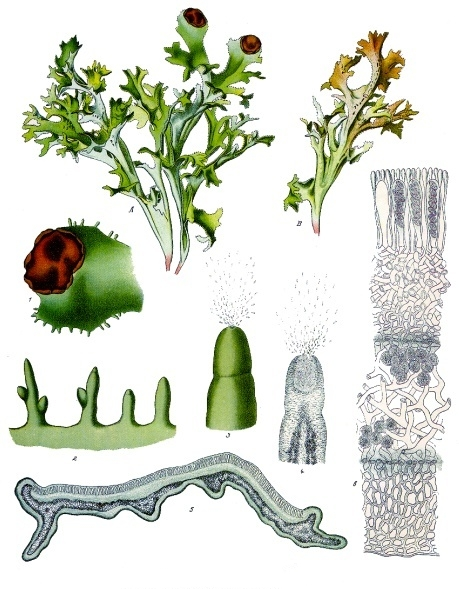
Ilustración

## Características
Es un liquen con un talo fruticuloso acintado y cóncavo en el haz de alrededor de 10 cm de altura. Tiene ramas irregulares. El talo está ramificado en segmentos acanalados y dentados, es de color verde olivo a blanco grisáceo, a veces con manchas rojas anaranjadas en la base y de consistencia coriácea. Los apotecios aparecen en los extremos de los lóbulos en forma de discos de color marrón rojizo.